# Колбановська Ада Соломонівна
Колбановська Ада Соломонівна — фізико-хімік; зробила суттєвий внесок у розвиток дорожньої галузі, обґрунтувала теоретично і експериментально бітуми з оптимальним типом дисперсної структури, які  застосовують у дорожному будівництві як основний дорожно-будівельний матеріал.
Її іменем називають метод вибіркової сорбції барвника в колориметрії.

## З творчого доробку
- Колбановская А.С., Михайлов В.В. Дорожные битумы. М.: Транспорт, 1973. — 264 с.